# 黑綃蝶屬
黑綃蝶屬（學名：Elzunia）是蛺蝶科斑蝶亞科綃蝶族中的一個屬。物種分佈於委內瑞拉、哥倫比亞和厄瓜多爾的安第斯山脈的中海拔地區。

## 物種
- 濕地黑綃蝶 Elzunia humboldt
  - 阿塔黑綃蝶 E. h. atahualpa
  - E. h. bonplandii = 塔美黑綃蝶 E. tamasea
  - 紅斑黑綃蝶 E. h. cassandrina
- 黃帶黑綃蝶 Elzunia pavonii